# Toktogul Airport
Toktogul Airport är en flygplats i Kirgizistan. Den ligger i den västra delen av landet, 180 km sydväst om huvudstaden Bisjkek. Toktogul Airport ligger 1 093 meter över havet.
Terrängen runt Toktogul Airport är kuperad åt nordost, men åt sydväst är den platt. Terrängen runt Toktogul Airport sluttar söderut. Runt Toktogul Airport är det glesbefolkat, med 9 invånare per kvadratkilometer. Närmaste större samhälle är Toktogul, 6,5 km öster om Toktogul Airport. Trakten runt Toktogul Airport består till största delen av jordbruksmark.